# نیمکت طلایی
نیمکت طلایی (انگلیسی: Golden Bench) یا پانچینا دور (به ایتالیایی: Panchina d'Oro) جایزه‌ای است که به بهترین مربی فصل سری آ اعطا می‌شود؛ نیمکت نقره‌ای (انگلیسی: Silver Bench) جایزه‌ای است که به بهترین مربی فصل سری بی اعطا می‌شود.

## تاریخچه
این جایزه در ابتدا توسط ماسیمو موراتی و برای اهدا به بهترین مربی فصل فوتبال اروپا ایجاد شد. برندهٔ این جایزه در ابتدا توسط روزنامه‌نگاران انتخاب و جایزه اهدا می‌شد؛ اما از فصل ۹۴–۱۹۹۳ برنده توسط خود مربیان همان دسته انتخاب و به همکاری که بهترین عملکرد را در طول فصل گذشته داشته است، اهدا می‌شود.
از فصل ۹۵–۱۹۹۴ تا ۰۶–۲۰۰۵، جایزهٔ نیمکت طلایی به بهترین مربی فصل سری آ یا سری بی اعطا می‌شد و جایزهٔ نیمکت نقره‌ای به بهترین مربی سری سی اهدا می‌شد.
از فصل ۰۷–۲۰۰۶، جایزهٔ نیمکت طلایی به بهترین مربی فصل سری آ و جایزهٔ نیمکت نقره‌ای به بهترین مربی فصل سری بی اعطا می‌شود. در ورژن جدید این جایزه، برای سری سی، جایزهٔ جداگانهٔ نیمکت طلایی در نظر گرفته شده است.

## برندگان
| فصل       | نیمکت طلایی       | باشگاه      | نیمکت نقره‌ای                                                   | باشگاه                                   |
| --------- | ----------------- | ----------- | -------------------------------------------------------------- | ---------------------------------------- |
| ۹۱–۱۹۹۰   | ریموند گوتالس     | مارسی       | وویادین بوشکوف یوپکو پتروویچ یوهان کرایف                       | سمپدوریا ستاره سرخ بلگراد بارسلونا       |
| ۹۲–۱۹۹۱   | فابیو کاپلو       | آ.ث. میلان  | کارلوس آلبرتو سیلوا ریموند گوتالس هاوارد ویلکینسون بابی رابسون | پورتو مارسی لیدز یونایتد پی‌اس‌وی آیندهوون |
| ۹۳–۱۹۹۲   | اهدا نشد          | اهدا نشد    | اهدا نشد                                                       | اهدا نشد                                 |
| ۹۴–۱۹۹۳   | فابیو کاپلو       | آ.ث. میلان  | –                                                              | –                                        |
| ۹۵–۱۹۹۴   | مارچلو لیپی       | یوونتوس     | رنزو اولیویری                                                  | بولونیا                                  |
| ۹۶–۱۹۹۵   | مارچلو لیپی       | یوونتوس     | اوسوالدو جاکونی                                                | کاستل دی سانگرو                          |
| ۹۷–۱۹۹۶   | آلبرتو زاکرونی    | اودینزه     | جوزپه پیلون                                                    | تره‌ویسو                                  |
| ۹۸–۱۹۹۷   | لوئیجی سیمونی     | اینتر میلان | کورادو بندتی                                                   | چزنا                                     |
| ۹۹–۱۹۹۸   | آلبرتو زاکرونی    | آ.ث. میلان  | کلودیو فوسکارینی                                               | آلزانو ویرسکیت                           |
| ۲۰۰۰–۱۹۹۹ | آلبرتو کاواسین    | لچه         | سرسه کوزمی                                                     | آرتزو                                    |
| ۰۱–۲۰۰۰   | فابیو کاپلو       | آ.اس. رم    | جانی ده بیازی                                                  | مودنا                                    |
| ۰۲–۲۰۰۱   | لوئیجی دل‌نری      | کیه‌وو       | ازیو روسی                                                      | تریستیانا                                |
| ۰۳–۲۰۰۲   | کارلو آنچلوتی     | آ.ث. میلان  | الیو گاستینتی                                                  | آلبینولفه                                |
| ۰۴–۲۰۰۳   | کارلو آنچلوتی     | آ.ث. میلان  | ماریو سوماً                                                     | امپولی                                   |
| ۰۵–۲۰۰۴   | لوچانو اسپالتی    | اودینزه     | دومنیکو دی کارلو                                               | مانتووا                                  |
| ۰۶–۲۰۰۵   | چزاره پراندلی     | فیورنتینا   | آنتونیو سودا                                                   | اسپتزیا                                  |
| ۰۷–۲۰۰۶   | چزاره پراندلی     | فیورنتینا   | گاسپرینی                                                       | جنوآ                                     |
| ۰۸–۲۰۰۷   | روبرتو مانچینی    | اینتر میلان | جوزپه یاکینی                                                   | کیه‌وو                                    |
| ۰۹–۲۰۰۸   | ماسیمیلیانو آلگری | کالیاری     | آنتونیو کونته                                                  | باری                                     |
| ۱۰–۲۰۰۹   | ژوزه مورینیو      | اینتر میلان | پیرپائولو بیسولی                                               | چزنا                                     |
| ۱۱–۲۰۱۰   | فرانچسکو گویدولین | اودینزه     | آتیلیو تسر                                                     | نووارا                                   |
| ۱۲–۲۰۱۱   | آنتونیو کونته     | یوونتوس     | زدنیک زمان                                                     | پسکارا                                   |
| ۱۳–۲۰۱۲   | آنتونیو کونته     | یوونتوس     | دی فرانچسکو                                                    | ساسوئولو                                 |
| ۱۴–۲۰۱۳   | آنتونیو کونته     | یوونتوس     | مائوریتسیو ساری                                                | امپولی                                   |
| ۱۵–۲۰۱۴   | ماسیمیلیانو آلگری | یوونتوس     | روبرتو استلونه                                                 | فروزینونه                                |
| ۱۶–۲۰۱۵   | مائوریتسیو ساری   | ناپولی      | ایوان یوریچ                                                    | کروتونه                                  |
| ۱۷–۲۰۱۶   | ماسیمیلیانو آلگری | یوونتوس     | لئوناردو سمپلیچی                                               | اسپال                                    |
| ۱۸–۲۰۱۷   | ماسیمیلیانو آلگری | یوونتوس     | اورلیو آندره‌آتزولی                                             | امپولی                                   |
| ۱۹–۲۰۱۸   | جان پیرو گاسپرینی | آتالانتا    | فابیو لیورانی                                                  | لچه                                      |
| ۲۰–۲۰۱۹   | جان پیرو گاسپرینی | آتالانتا    | فیلیپو اینزاگی                                                 | بنونتو                                   |